# Hôtel Plamon (Sarlat-la-Canéda)
L'hôtel Plamon, aussi appelé maison des Consuls ou hôtel de Tapinois de Beton, est situé en France à Sarlat-la-Canéda, dans le département de la Dordogne en région Nouvelle-Aquitaine.

## Localisation
L'hôtel est situé 6, 8 et 10 rue des Consuls à Sarlat-la-Canéda, dans le département français de la Dordogne.

## Historique
L'hôtel Plamon porte le nom d'une des familles propriétaires de l'hôtel particulier. Mais le premier Plamon propriétaire est le notaire Guillaume Plamon qui l'a acheté en 1473. Il n'a donc pas construit cet édifice. On a aussi donné à cet hôtel le nom de maison des Consuls. Elle n'a jamais été un édifice communal. Le lieu de réunion des consuls se trouvait dans une maison située à l'emplacement de l'actuel hôtel de ville.
L'hôtel a été construit par la famille patricienne d'Albusson de Sarlat. Cette famille est connue depuis 1223, quand Pierre d'Albusson signe l'acte d'hommage à Louis IX. Gérad d'Albusson est bayle royal en 1254 et son frère Raoul est lieutenant du légat apostolique. Géru d'Albusson est l'abbé de Sarlat, entre 1258 et 1260. Élie d'Albusson est un des consuls signataires du Livre de Paix en 1298, ratifié par le roi en 1299.
L'hôtel a dû être construit vers 1330-1340. La guerre de Cent Ans a commencé quelques années plus tard. Le traité de Brétigny a fait passer Sarlat dans les possessions du roi d'Angleterre. La commune de Sarlat a été quand même assez riche pour commencer la construction de l'église Sainte-Marie en 1365. Mais dès 1370, la reprise des combats entre Français et Anglais va obliger à arrêter des travaux.
L'édifice construit pour la famille d'Albusson avait un plan en U, avec une aile au sud placée le long d'une ruelle qui a été transformée en impasse à la fin du Moyen Âge, une aile à l'est, bordée par le rue des Consuls et une autre à l'ouest, le long de la Cuze. Sous les deux ailes, sud et est, il y avait un canal couvert de dérivation de la Cuze.
S'il ne subsiste pas l'escalier d'origine, l'hôtel a conservé les niches, armoires rurales, éviers, latrines, coussièges et cheminées d'origine. Les fenêtres du premier étage de l'aile côté rue des Consuls est du XIVe siècle. Celles du second étage ont été refaites au XVe siècle.
L'hôtel a été modifié au XVIIe siècle. On a ajouté une aile au nord avec une grande cage d'escalier à jour et un appendice dans l'angle de la rue des Consuls porté par une belle « trompe de Montpellier », un escalier dans l'aile sud. Au sud-est, la démolition et la reconstruction de l'hôtel de La Brousse ont permis un aménagement de l'hôtel Plamon en ajoutant une tour de noblesse au-dessus d'un passage privé permettant d'accéder aux deux hôtels. L'entrée de ce passage a été mis en valeur par une porte encadrée de pilastres et d'un fronton triangulaire où se trouvent les armes des Plamon. Cette tour carrée s'élève sur quatre niveaux marqués par des fenêtres. Ces fenêtres n'éclairent pas un escalier, mais des demi-étages communiquant alternativement avec l'hôtel Plamon et l'hôtel de La Brousse. Cette tour a été construite en même temps que l'hôtel de La Brousse, mais appartient à l'hôtel Plamon.
On ne sait pas à quelle date les Plamon ont vendu l'hôtel, au XVIIe siècle.
Le bâtiment a été ensuite très mal entretenu. Il a été exproprié par la ville de Sarlat en 1950 pour cause d'utilité publique à cause de son état alarmant. L'hôtel a alors été restauré jusqu'en 1970.

## Description
L'hôtel Plamon est une maison patricienne considérée comme une des plus belles constructions du XIVe siècle de Sarlat par sa façade sur la rue des Consuls. La façade montre plusieurs époques de construction. C'est un immeuble gothique avec des ouvertures ogivales au rez-de-chaussée pour une boutique. Le premier étage est éclairé par trois fenêtres géminées à meneau avec rosaces et trilobes. Une trompe soutient un balcon arrondi en fer forgé de style Louis XIII. Un escalier donnant sur cour ouverte, a une rampe et des balustres du XVIIe siècle. 
L'hôtel se distingue des autres bâtiments de Sarlat par la qualité du décor sculpté de la façade sur la rue des Consuls.

## Protection
L'hôtel Plamon été classé au titre des monuments historiques en 1889.

## Galerie de photos

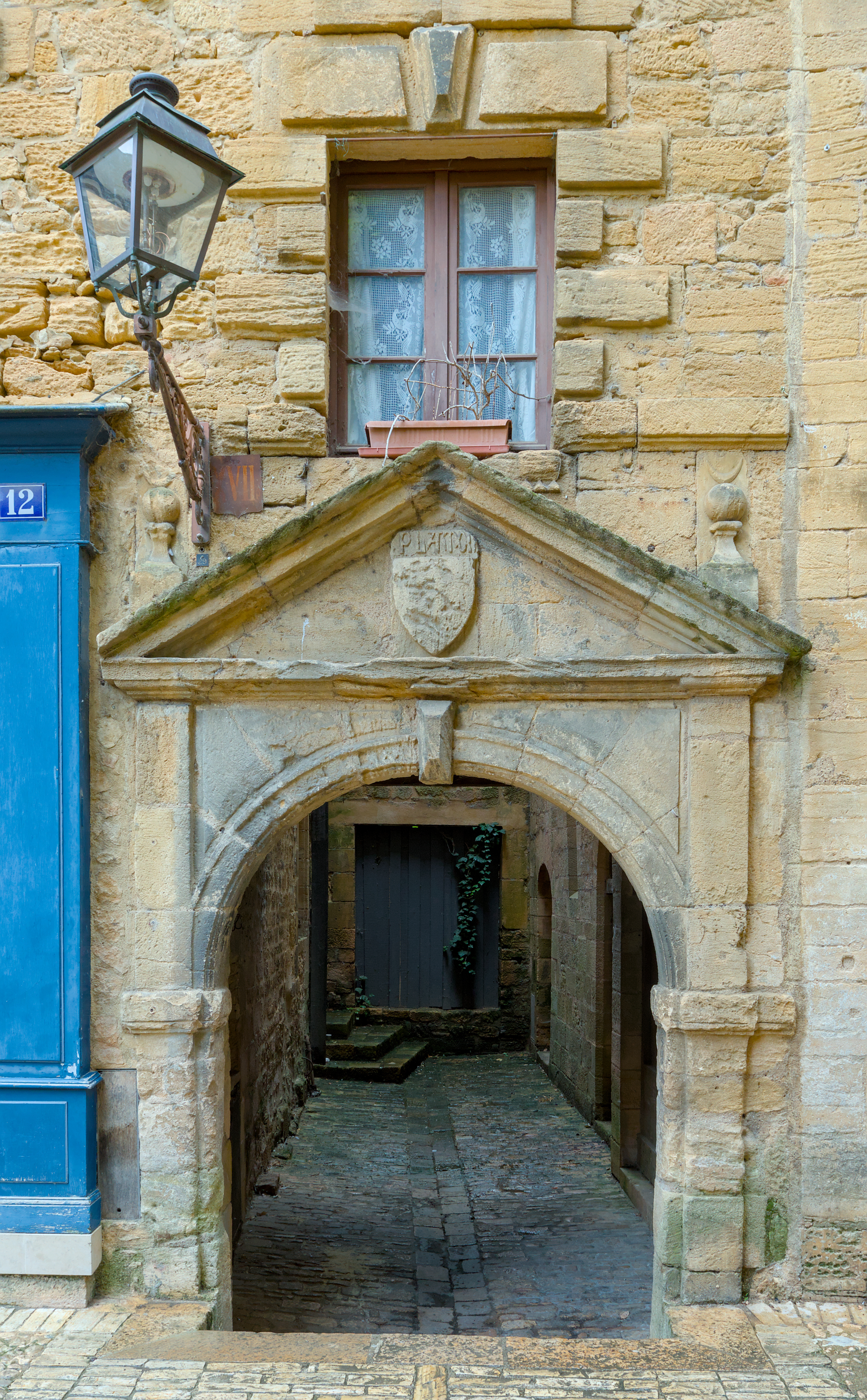
Le portail d'entrée construit au XVIIe siècle
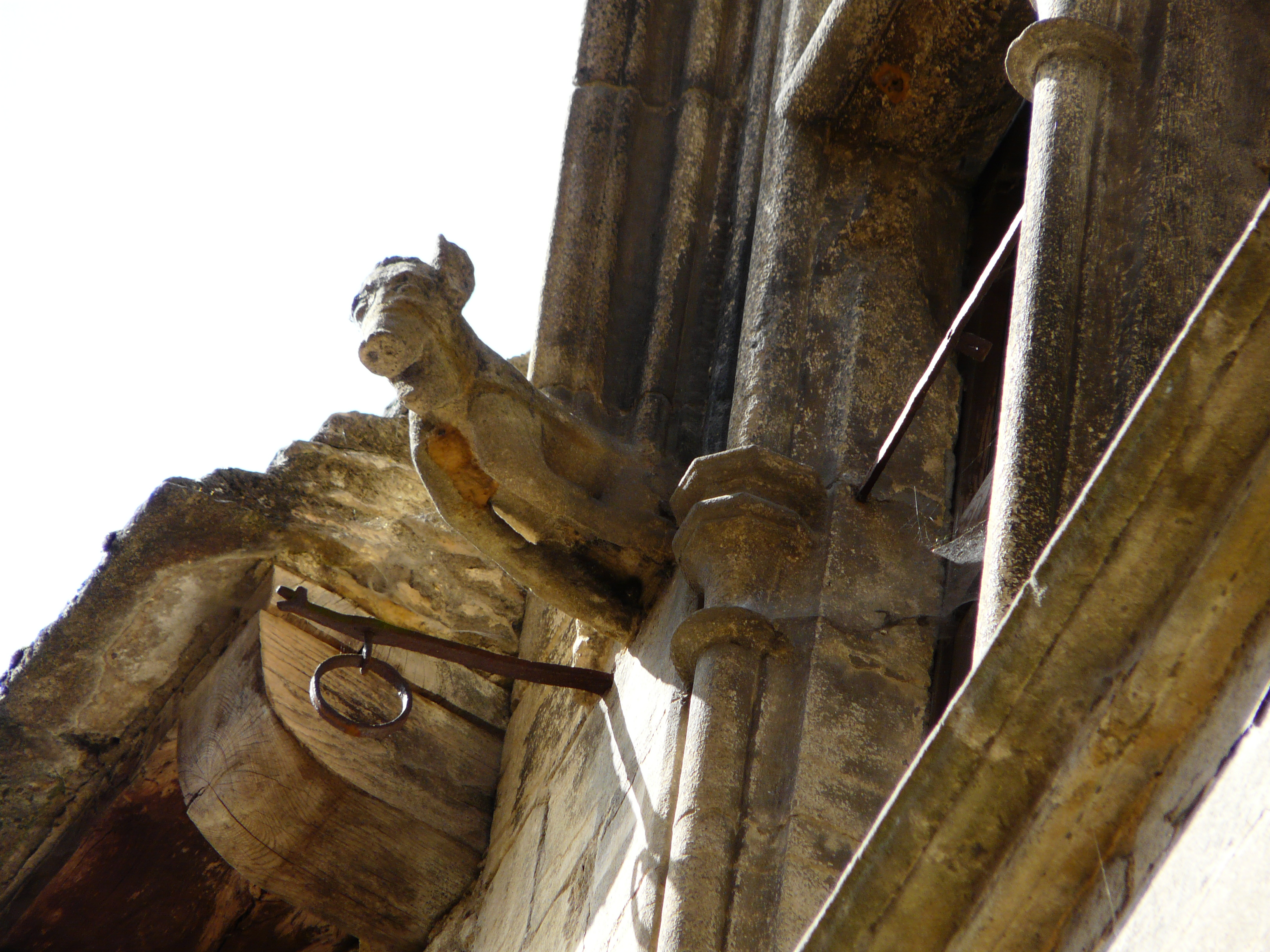
Le décor sculpté de la façade et anneau porte-banne
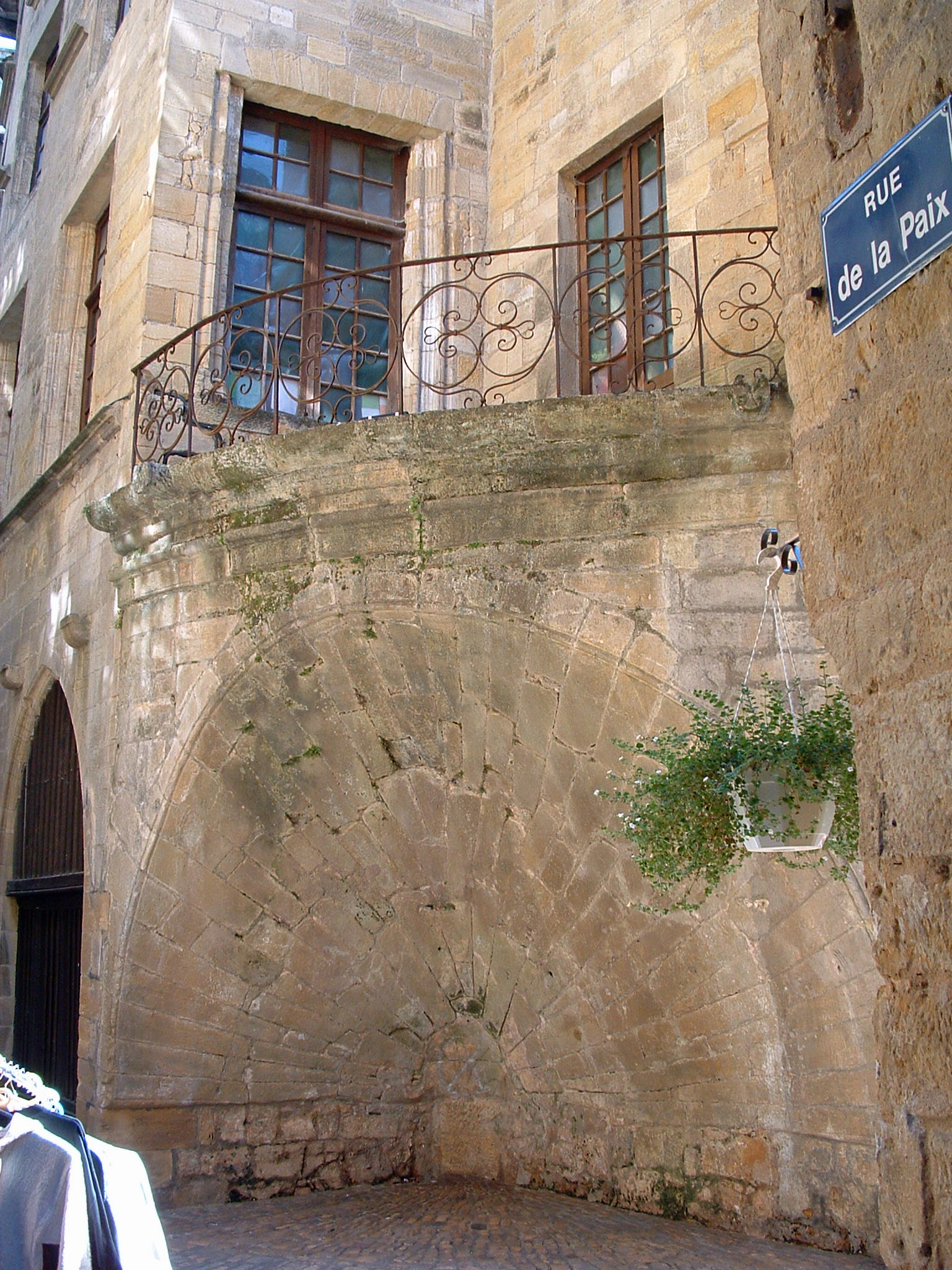
« Trompe de Montpellier »[2] sous un balcon, permettant de relier les ailes nord et est.
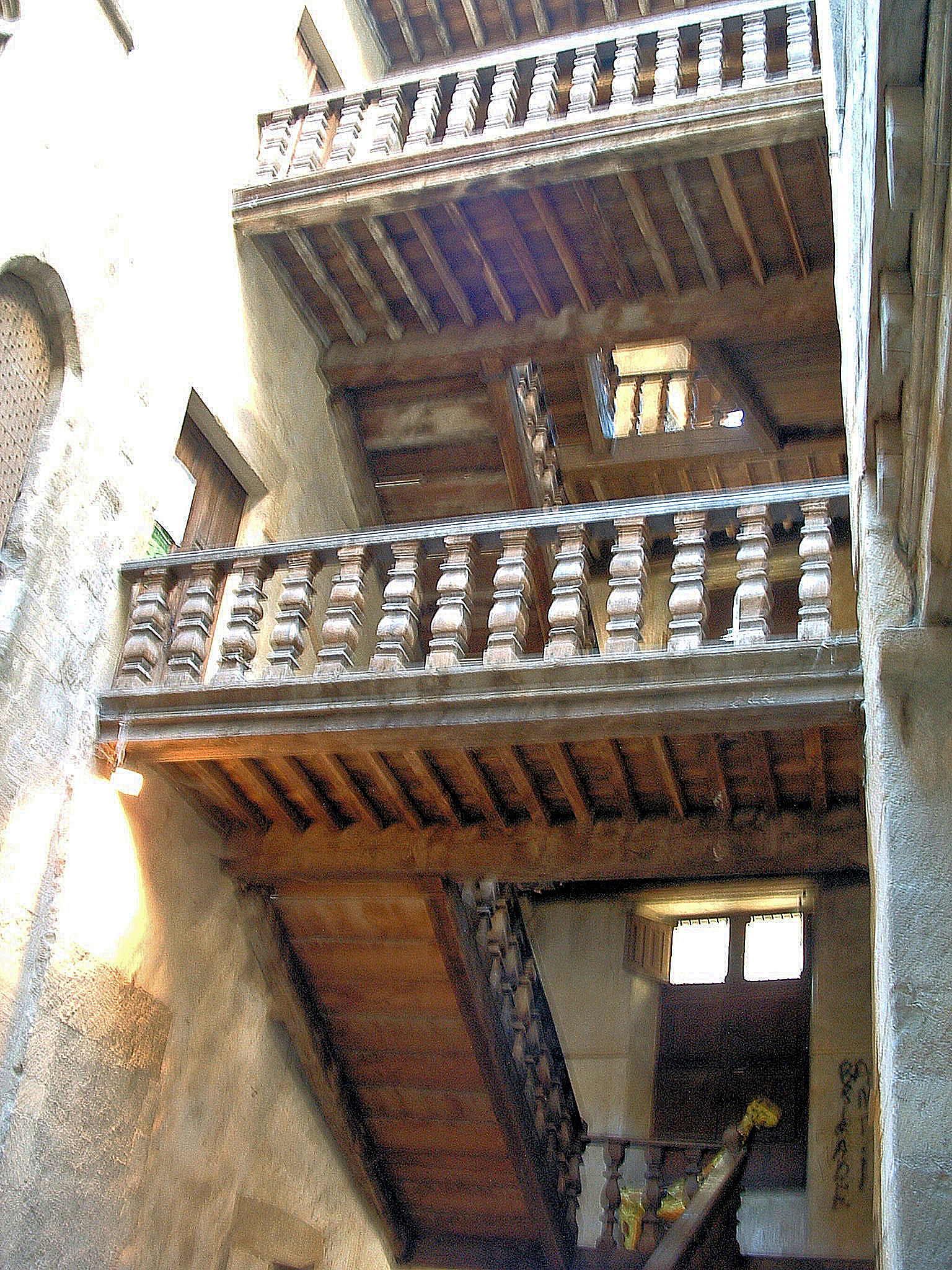
Escalier à jour vu de la cour intérieure